# 高島淳 (公認会計士)
高島 淳（たかしま じゅん）は、日本の公認会計士、税理士。PwC税理士法人代表。

## 人物・経歴
愛知県出身。1994年に、横浜国立大学経営学部卒業後、1996年にPwC税理士法人に入所した。2000年から2004年にかけてPwC英国ロンドン事務所およびPwCタイバンコク事務所に駐在し、日系企業の海外進出、買収、統合、地域統括会社の設立などを支援した。
2009年より、パートナーに就任。日系企業の税務ガバナンス構築を支援する専門チームを組成し、PwC税理士法人の国際税務担当責任者としてクロスボーダー取引、M&A税務、組織再編税制を中心に日系企業の税務機能強化サポートに従事する。総合商社、化学、電機、ハイテク、インフラなどの業種における税務コンサルティングを担当。
2020年7月よりPwC税理士法人代表パートナーに就任した。
実績
- 経済産業省 平成24年度アジア拠点化立地推進調査等事業（国際租税問題に関する調査（タックスヘイブン対策税制及び無形資産の取扱いについて））委員会メンバー
- 日本租税研究協会 国際的組織再編等課税問題検討会委員、国際課税実務検討会委員